# Tväjsjön
Tväjsjön är en sjö i Örnsköldsviks kommun i Ångermanland och ingår i Ångermanälvens huvudavrinningsområde. Sjön har en area på 0,454 kvadratkilometer och ligger 290,2 meter över havet. Sjön avvattnas av vattendraget Tväjsjöbäcken.

## Delavrinningsområde
Tväjsjön ingår i det delavrinningsområde (702649-158915) som SMHI kallar för Utloppet av Tväjsjön. Medelhöjden är 332 meter över havet och ytan är 7,33 kvadratkilometer. Det finns inga avrinningsområden uppströms utan avrinningsområdet är högsta punkten. Tväjsjöbäcken som avvattnar avrinningsområdet har biflödesordning 4, vilket innebär att vattnet flödar genom totalt 4 vattendrag innan det når havet efter 44 kilometer. Avrinningsområdet består mestadels av skog (87 procent). Avrinningsområdet har 0,45 kvadratkilometer vattenytor vilket ger det en sjöprocent på 6,1 procent.